# Auberge Saint-Louis
L'auberge Saint-Louis, aussi appelée Hôtel Commercial et Hôtel Saint-Louis, est un établissement patrimonial hôtellier construit à la fin du XIXe siècle dans la municipalité de Chambord, au Québec.

## Voir plus

### Lieens externes
- Ressources relatives à l'architecture :   - Répertoire canadien des lieux patrimoniaux
  - Répertoire du patrimoine culturel du Québec